# Phoebemima
Phoebemima is een kevergeslacht uit de familie van de boktorren (Cerambycidae). De wetenschappelijke naam van het geslacht werd voor het eerst geldig gepubliceerd in 1960 door Tippmann.

## Soorten
Phoebemima omvat de volgende soorten:
- Phoebemima aequatoria (Lane, 1970)
- Phoebemima albomaculata Martins & Galileo, 2008
- Phoebemima antiqua (Gahan, 1889)
- Phoebemima ensifera Tippmann, 1960
- Phoebemima teteia (Galileo & Martins, 1996)
- Phoebemima theaphia (Bates, 1881)